# Palicourea pulchra
Palicourea pulchra là một loài thực vật có hoa trong họ Thiến thảo. Loài này được Griseb. mô tả khoa học đầu tiên năm 1861.